# Generoso Andria
Generoso Andria este un politician  italian, fost membru al Parlamentului European în perioada 1999 - 2004 din partea Italiei. 
1. ↑  Deputații în Parlamentul European